# Castell Pencader
Castell Pencader är ett slott i Storbritannien.   Det ligger i kommunen Carmarthenshire och riksdelen Wales, i den södra delen av landet, 290 km väster om huvudstaden London. Castell Pencader ligger 120 meter över havet.
Terrängen runt Castell Pencader är kuperad åt sydost, men åt nordväst är den platt. Castell Pencader ligger nere i en dal. Runt Castell Pencader är det ganska tätbefolkat, med 72 invånare per kvadratkilometer. Närmaste större samhälle är Carmarthen, 16,5 km söder om Castell Pencader. Trakten runt Castell Pencader består i huvudsak av gräsmarker.